# 야천자
《야천자》(중국어: 夜天子, 병음: Yè tiān zǐ 예톈쯔[*], 영어: The Dark Lord 더 다크로드[*])는 중국의 텔레비전 드라마.

## 등장 인물
- 쉬하이차오 : 엽소천(葉小天) 역
- 쑹쭈얼(宋祖儿) : 하영영(夏瑩瑩) 역
- 왕자동 : 전응아 역